# 哈丽雅特·泰勒
哈丽雅特·"哈蒂"·亚历山德拉·埃米莉·泰勒（英語：Harriet "Hattie" Alexandra Emily Taylor，1994年2月12日—），英国女子赛艇运动员。她曾代表英国参加2020年和2024年夏季奥林匹克运动会赛艇比赛，其中2024年奥运会获得一枚铜牌。